# Amazona kawalli
Amazona kawalli là một loài chim trong họ Psittacidae.